# Rudolfo Anaya
Rudolfo Alfonso Anaya, född 30 oktober 1937 i Pastura, Guadalupe County, New Mexico, död 28 juni 2020 i Albuquerque, New Mexico, var en amerikansk författare med mexikansk bakgrund.
Anaya tillhör chicanolitteraturens företrädare, bland annat genom den uppmärksammade romanen Bless me, Ultima (1972) som ger en bild av mexikanamerikanskt byliv i New Mexico i författarens barndom. Bland Anayas övriga verk märks A Chicano in China (1986), Lord of the Dawn (1987) samt deckarna Zia Summer (1995) och Rio Grande Fall (1996).